# Eduardo Gautier y Arriaza
Eduardo Gautier y Arriaza (1829-1905) fue un periodista, cronista, historiador y editor español.

## Biografía
Nació en 1829. Cronista de Cádiz, dio a la imprenta la obra D. Alonso el Sabio como rey y conquistador de la provincia de Cádiz (1892), y fue asimismo individuo correspondiente de la Real Academia Sevillana de Buenas Letras. Como periodista, dirigió las revistas Las Veladas Gaditanas, El Verano de 1883 y La Verdad, todas ellas de Cádiz, y colaboró además con La Ilustración Española y Americana. Regentó en la calle de San Francisco de la capital gaditana una imprenta de la que salieron obras como la Historia de Cristóbal Colón y de sus viajes, original de Roselly de Lorgues y traducida al español por Mariano Juderías. Falleció en 1905.